# Ivan Klíma
Ivan Klíma (ur. 14 września 1931 w Pradze, urodzony jako Ivan Kauders) – czeski prozaik i dramatopisarz.

## Życiorys
W latach 70. i 80. mógł publikować tylko w wydawnictwach niezależnych. Problematykę psychologiczną i etyczną, związaną głównie ze środowiskiem młodzieży, przedstawił w opowiadaniach Bezvadný den (Wspaniały dzień, 1960), Milenci na jednu noc (Kochankowie na jedną noc, 1964). W powieści Godzina ciszy (1963, wyd. pol. 1966) dokonał rozrachunku z okresem kultu jednostki, analizując postawy moralne mieszkańców powojennej wsi słowackiej. Wątek dyskusji wokół historii, egzystencjalne rozterki, oraz absurdalne obserwacje w powieści Ani święci ani anioły (2003). Elementy dramatu absurdu zastosował w sztukach Zamek (1964) i Klára a dva páni (1968).
W 2002 został odznaczony Medalem Za zasługi I stopnia. W tym samym roku otrzymał również Nagrodę Franza Kafki.